# Diospyros laurina
Diospyros laurina är en tvåhjärtbladig växtart som först beskrevs av Robert Brown, och fick sitt nu gällande namn av Jessup. Diospyros laurina ingår i släktet Diospyros och familjen Ebenaceae.